# میخائیل کولوارت
میخائیل کولوارت (انگلیسی: Mihhail Kõlvart؛ زادهٔ ۲۴ نوامبر ۱۹۷۷) سیاستمدار اهل استونی است. وی از سال ۲۰۱۵ تا ۲۰۱۹ نماینده مجلس استونی بوده و در سال ۲۰۱۹ به‌عنوان شهردار تالین انتخاب شده است.
وی در شهر قزل‌اوردا، جمهوری شوروی سوسیالیستی قزاقستان از پدری استونیایی و مادری کره‌ای/چینی متولد شده است. او موسس اتحادیه تکواندو استونی و اولین رییس آن از سال ۱۹۹۲ تا ۱۹۹۶ بوده است. وی ابتدا در رشته حقوق و سپس در رشته حقوق تجارت در دانشگاه‌های خصوصی تالین به تحصیل پرداخته است.